# زال باتمانجليج
زال باتمانجليج (من مواليد 28 أبريل 1981) هو مخرج سينمائي وكاتب سيناريو أمريكي. أخرج وشارك في كتابة فيلم Sound of My Voice لعام 2011 وفيلم الشرق لعام 2013، وكلاهما عُرض لأول مرة في مهرجان صاندانس السينمائي ، بالإضافة إلى سلسلة نتفلكس OA ، التي ظهرت لأول مرة في عام 2016.

## النشأة والتعليم
ولد باتمانجليج عام 1981 في فرنسا  لأبوين إيرانيين ونشأ في واشنطن العاصمة. والدته، نجمة باتمانجليج ، مؤلفة كتب طبخ؛ والده ناشر كتب. كان شقيقه الأصغر رستم أحد الأعضاء المؤسسين لفرقة فامباير ويكند .
درس باتمانجليج الأنثروبولوجيا واللغة الإنجليزية في جامعة جورج تاون ، وتخرج عام 2002. في جورج تاون التقى بمايك كاهيل في فصل الفلسفة. أخذا معًا دورة تدريبية في كتابة السيناريو وشاركا في إخراج فيلم قصير فاز بجائزة مهرجان جورج تاون السينمائي. شاهدت بريت مارلينج الفيلم وسألت عما إذا كان يمكنها العمل معهم. بعد عدة سنوات، بعد تخرج مارلينج، انتقل الأصدقاء الثلاثة إلى لوس أنجلوس، كاليفورنيا ، حيث التحق باتمانجليج بمعهد AFI الموسيقي . بالنسبة لفيلم أطروحته، قام بعمل فيلم قصير مقاس 35 ملم بعنوان The Recordist (2007)، والذي قامت ببطولته مارلينغ.

## الحياة المهنية
في عام 2011، تم عرض أول فيلم لباتمانجليج، Sound of My Voice ، والذي شارك في كتابته مارلينغ، لأول مرة في مهرجان ساندس السينمائي. بعد ذلك بوقت قصير، قامت شركة فوكس سيرش لايت بيكتشرز بشراء Sound of My Voice ، بالإضافة إلى النص المميز التالي لـ باتمانجليج ومارلينغ، الشرق . قام باتمانجليج أيضًا بإخراج فيلم الشرق ، بطولة مارلينج وإليوت بيج وألكسندر سكارسجارد . تم عرض الفيلم لأول مرة في ساندس في عام 2013.
تعاون باتمانجليج ومارلينغ في إنشاء المسلسل الدرامي OA ، والذي ظهر لأول مرة في عام 2016 على نتفليكس . كتبه مارلينج وباتمانجليج، اللذين أنتجا المسلسل مع ديدي جاردنر وجيريمي كلاينر من بي بلان إنترتيمنت ، ومايكل شوجر من Anonymous Content.

## فيلموغرافيا
| 2007 | style="background: #a1ea9a; color: black; vertical-align: middle; text-align: center; " class="table-yes"\|نعم\|style="background: #a1ea9a; color: black; vertical-align: middle; text-align: center; " class="table-yes"\|نعم |

### فيلم روائي
| 2011 | style="background: #a1ea9a; color: black; vertical-align: middle; text-align: center; " class="table-yes"\|نعم\|style="background: #a1ea9a; color: black; vertical-align: middle; text-align: center; " class="table-yes"\|نعم         |
| 2013 | الشرق \|style="background: #a1ea9a; color: black; vertical-align: middle; text-align: center; " class="table-yes"\|نعم\|style="background: #a1ea9a; color: black; vertical-align: middle; text-align: center; " class="table-yes"\|نعم |